# 廟見禮
庙见礼也称庙见成妇，是漢字文化圈傳統婚禮中婚後禮的一種，是指从婚礼次日至婚后三个月左右的这段时间里，夫家择一日，率新娘至宗祠祭告祖先，以表示该妇从此正式成为夫家成员。在古代中國庙见完成时也是作为洞房的东屋恢复原样，新人按其在家中的地位由洞房迁入住宅中所相应的房间的最迟之时。
如新郎家沒有祠堂，則改為於家中拜祭祖先，亦有改為上墳參拜。也有一些新人不舉行廟見禮，於拜堂時提前拜先祖。
華人庙见时选择的祭祖日多为中国传统节日中的四大(除夕、清明、重阳、中元节与盂兰盆节)或四小(上巳节、下元节、寒衣节、冬至)祭祖日中的一日。